# Тихонов Олександр Васильович
Олекса́ндр Васи́льович Ти́хонов (рос. Александр Васильевич Тихонов; 21 жовтня 1939, Сатанів, нині Городоцького району Хмельницької області — 8 жовтня 2021) — російський соціолог. Кандидат філософських наук (1974). Доктор соціологічних наук (2000). Професор. Віце-президент Російського товариства соціологів. Почесний доктор Інституту соціології Російської академії наук (обрано 21 жовтня 2009 року) .

## Біографічні відомості
Народився 21 жовтня 1939 року в Сатанові в сім'ї військовослужбовця. Після закінчення школи в Керчі  працював на меблевій фабриці.
1957 року Тихонов вступив на механіко-технологічний факультет Ленінградської лісотехнічної академії, яку закінчив 1962 року. Під час навчання співпрацював із редакціями газет, займався технічною творчістю, брав активну участь у громадському житті міста.
Тихонова обрали секретарем Виборзького райкому комсомолу. 1967 року Олександр Васильович покинув комсомольську роботу і поїхав на нафтові промисли Татарії, де працював інженером цеху підземного ремонту свердловин, начальником відділу промислової соціології.
1974 року захистив кандидатську дисертацію з проблем соціології праці і приступив до масштабних досліджень у цій галузі. Тихонов 12 років керував соціологічною лабораторією ВЦРПС (Всесоюзної центральної ради професійних спілок).
1987 року пішов на виробництво науковим співробітником лабораторії автоматизованих систем керування науково-промислового об'єднання «Електронмаш» (завод ЛЕМЗ), тут він став директором науково-технічного комплексу, вченим секретарем науково-технічної ради. 1989 року перейшов на роботу в Північно-Західний кадровий центр (нині Північно-Західна академія державної служби).
1990 року Ленінградська міська рада обрала Тихонова заступником голови Ленінградського міськвиконкому із соціальної політики. Не погодившись із концепцією соціального розвитку, яку запропонував Анатолій Чубайс, Тихонов пішов у відставку. Основні зусилля він зосередив на підготовці кадрів у Північно-Західній академії державної служби.
2000 року став доктором соціології. У 2003—2004 роках — директор Соціологічного інституту Російської академії наук у Санкт-Петербурзі. Від 2005 року живе в Москві, очолює Центр соціології керування та соціальних технологій Інституту соціології Російської академії наук.

## Поетична творчість
Олександр Тихонов пише вірші. Частину з них покладено на музику. 2008 року автор-виконавець Олексій Краєв випустив альбом «Почему бы и нет?», до якого серед інших увійшло 10 пісень, написаних на слова Олександра Тихонова. Одна з них дала заголовок альбому .